# 180 (число)
180 (Сто вісімдеся́т) — Парне та Натуральне число між 179 та 181.

## У математиці
- 180 ° — розгорнутий кут
- Сума кутів трикутника
- Число харшад
- 180 ділиться на 1, 2, 3, 4, 5, 6, 9, 10, 12, 15, 18, 20, 30, 36, 45, 60, 90.

## В інших галузях
- 180 Рік, 180 до н. е.
- NGC 180 — галактика в сузір'ї Риби
- Число 180 — зле число у серії фільмів Пункт призначення
- 180 день в році — 29 червня (у високосний рік 28 червня).

## У спорті
Дартс: максимально можливий результат 3 кидків — 180 очок (якщо гравець потрапляє усіма трьома дротиками у внутрішнє вузьке кільце сектора 20).